# Achilles Thommen
Achilles Thommen (Bazel, 25 mei 1832 - Maria Schutz, 21 augustus 1893) was een Zwitsers spoorwegingenieur die actief was in Oostenrijk-Hongarije.

## Biografie

### Afkomst en opleiding
was een zoo, van Johann Thommen en van Ursula Marbach. Na zijn studies geschiedenis, kunstgeschiedenis en wiskunde in Bazel, waarbij hij onder meer les had gekregen van Jakob Burckhardt en Wilhelm Wackernagel, studeerde hij werktuigbouwkunde aan de polytechnische school van Karlsruhe. In 1859 trouwde hij met Emma Bratanisch, een Oostenrijkse. Zijn zoon Rudolf Thommen werd later hoogleraar aan de Universiteit van Bazel.

### Spoorwegingenieur

#### Bij de Schweizerische Centralbahn
Van 1853 tot 1857 was Thommen onder supervisie van Karl von Etzel betrokken bij de bouw van de spoorlijnen Bazel-Luzern en Bazel-Olten-Bern van de Schweizerische Centralbahn.

#### In Oostenrijk-Hongarije
In 1857 volgde hij Etzel naar Oostenrijk. Hij ging er in Ptuj (Pettau) aan de slag voor de Kaiser Franz Joseph-Orientbahn. Nadat hij in 1861 was bevorderd tot inspecteur, werd hij verantwoordelijk voor de aanleg van de Brennerspoorlijn, waarbij men een van de eerste keertunnels aanlegde. Na het overlijden van Etzel nam hij samen met Wilhelm Pressel de leiding over de aanleg van de Brennerspoorlijn over. Na de voltooiing van deze spoorlijn trok hij naar Hongarije, waar hij van 1867 tot 1869 directeur was van de Österreichisch-ungarische Staatseisenbahngesellschaft. In 1869 legde hij wegens ziekte zijn ambt neer en verhuisde via Pettau naar Wenen. In datzelfde jaar werd hij ook koninklijk raadgever. Tot 1870 bleef hij actief als technisch raadgever voor de Hongaarse regering.

#### Latere carrière
Na 1870 bekleedde Thommen diverse belangrijke functies in het bestuur van spoorwegmaatschappijen en industriële bedrijven, waaronder de Österreichischen Nordwestbahn, de Süd-Norddeutschen Verbindungsbahn, de Wienerberger Ziegelfabriks- und Baugesellschaft, de Erste Donau-Dampfschiffahrts-Gesellschaft, de Boden-Credit-Anstalt en de Wiener Lokomotiv-Fabriks-Actien-Gesellschaft. Hij trad op als adviseur bij de aanleg van de Arlbergspoorlijn en de Simplonlinie en de stations van Bazel, Bern, Luzern en Zug, was tevens arbiter op het proces over de Gotthardtunnel en bemiddelde in een conflict tussen de Verheven Porte en Maurice de Hirsch. Vanaf 1883 was hij vervolgens keizerlijk inspecteur van gebouwen in Wenen.

### Overlijden
Thommen stierf in Maria Schutz in Schottwien in Oostenrijk op 60-jarige leeftijd. Hij werd begraven in Pettau.

## Trivia
- De Ing.-Thommen-Straße in Innsbruck werd naar hem vernoemd.

## Onderscheidingen
- Oostenrijk-Hongarije: Ridderkruis in de Frans Jozef-orde (1867, voor zijn verdiensten bij de aanleg van de Brennerspoorlijn)